# Опізо Фієскі
Опізо Фієскі (італ. Opizzo Fieschi; ? — бл. 1292), відомий також як Опізо з Мезано (Мессани)  — представник аристократичної генуезької родини Фієскі, італійський католицький церковний діяч, дипломат, латинський патріарх Антіохії (1247—1292; з 1268 р. — титулярний), папський нунцій у Пруссії та Лівонії.
Восени 1253 від Папи Римського Інокентія IV до князя Данила Романовича Галицького в Холм прибуло посольство на чолі з Опізо з пропозицією прийняти королівський «вінець» (стемму). Переговори з Романовичами римська курія розпочала ще в грудні 1245, коли папський легат до столиці монголів Каракорума Плано Карпіні зустрівся в Кракові з братом Данила Галицького, волинським князем, Васильком Романовичем, а в лютому 1246 — із самим галицьким князем Данилом Романовичем і запропонував зав'язати стосунки з римською курією. Перемовини між Романовичами і папським престолом тривали більше 7 років. Папа Римський Інокентій IV хотів, що б Данило дозволив проповідувати католицьким місіонерам серед жителів Галицько-Волинській Русі, а також обіцяв князю Данилові Корону Русі і допомогу проти монголів від країн Заходу. Сподіваючись на допомогу папи Інокентія IV і європейських государів, а також переслідуючи ціль посилити свій вплив на політичній арені, князь Данило Галицький прийняв коронацію. У жовтні—листопаді 1253 Данило Галицький прийняв з рук Опізо корону (вінець) в Дорогичині. У відповідь на це Папа Інокентій IV оголосив 14 травня 1253 хрестовий похід проти монголів. Взамін окрім прийняття корони Король Русі Данило також дозволив проповідувати на своїх землях домініканцям і францисканцям. На жаль окрім Королівства Русі на Хрестовий Похід проти Монголів ніхто з Європейських держав того часу не пристав. Усі боялися монголів як занадто могутньої політичної і військової сили.